# Старогумирово
 Старогумирово  — село в Новосергиевском районе Оренбургской области. Входит в состав Кутушевского сельсовета.

## География
Находится на левом берегу реки Малый Уран на расстоянии примерно 58 километров по прямой на север-северо-восток от районного центра поселка Новосергиевка.

## Население
Население составляло 152 человека в 2002 году (94% башкиры), 137 по переписи 2010 года.